# Mauloutchia annickiae
Mauloutchia annickiae är en tvåhjärtbladig växtart som beskrevs av Sauquet. Mauloutchia annickiae ingår i släktet Mauloutchia och familjen Myristicaceae. Inga underarter finns listade i Catalogue of Life.